# Stads- en streekvervoer in Nederland per provincie
Hieronder alle pagina's waarin de stads- en streekvervoer in Nederland (i.e. bus-, metro-, tram- en veerlijnen en regionale treinen) staan beschreven. Per provincie is een lijst samengesteld. Op elke pagina is te zien welke lijnen de provincie bevat en welke de provincie doorkruisen. Tevens is op elke pagina vermeld welke vervoerder(s) in de provincie actief is/zijn. 
- Stads- en streekvervoer in Drenthe
- Stads- en streekvervoer in Flevoland
- Stads- en streekvervoer in Friesland
- Stads- en streekvervoer in Gelderland
- Stads- en streekvervoer in Groningen
- Stads- en streekvervoer in Limburg
- Stads- en streekvervoer in Noord-Brabant
- Stads- en streekvervoer in Noord-Holland
- Stads- en streekvervoer in Overijssel
- Stads- en streekvervoer in Utrecht
- Stads- en streekvervoer in Zeeland
- Stads- en streekvervoer in Zuid-Holland